# Автошлях О 020301
Автошля́х О 020301 (до 2019 року - Т 0216) — місцевий автомобільний шлях у Вінницькій області. Пролягає територією Вінницького району через Вінницю—Гнівань—Сутиски—Тиврів. Загальна довжина — 32,1 км. 

## Маршрут
Автошлях проходить через такі населені пункти:
| Автошлях Т 0216   |               |
| Вінницька область |               |
| Вінницький район  |               |
| Вінниця           |               |
| Агрономічне       |               |
| Селище            |               |
| Гнівань           |               |
| Сутиски           |               |
| Тиврів            | Т 0212О020305 |